# Wesolowskana lymphatica
Wesolowskana lymphatica är en spindelart som först beskrevs av Wesolowska 1989.  Wesolowskana lymphatica ingår i släktet Wesolowskana och familjen hoppspindlar. Inga underarter finns listade i Catalogue of Life.